# شوربة عدس

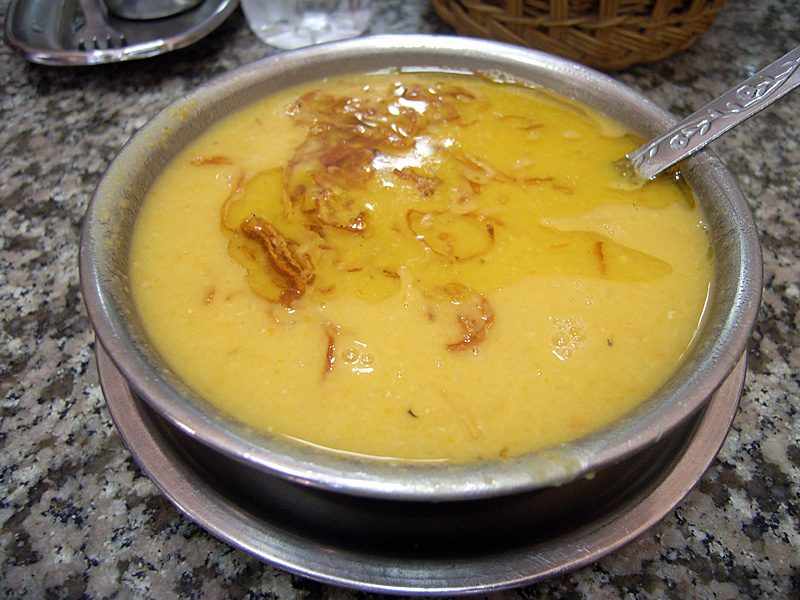
شوربة عدس في مصر

حساء شوربة العدس تقدم عادة ساخنة، هي في الأصل نباتية، ولكن من الممكن أن تعمل بقطع من اللحم. ويستعمل فيها العدس الأخضر أو الأحمر. من المكونات الأخرى الممكنه بعض الخضروات مثل الجزر، البطاطس، الكرفس، البقدونس والبصل. وتشمل المنكهات المضافة المشهورة الثوم، الكمون، عصير الليمون، زيت الزيتون والخل.

## التغذية
تعتبر شوربة من الأغذية المعروفة في الكثير من الدول، وتعتبر اليوم من الأطعمة المغذية ومصدر جيد للبروتين، الألياف الغذائية، الحديد والبوتاسيوم. وتحتوي كل وجبة من شوربة العدس (250غ تقريباً)، بحسب موقع شهية، على 185 سعر حراري.

## الفوائد
تكون شوربة العدس من أكثر الأكلات أهمية للأشخاص النباتيين، إن شوربة العدس من أكثر الشوربات المنتشرة في الوطن العربي، وهناك الكثير من الفوائد الصحية لأهمية شوربة العدس؛ لأنها غنية بالبروتين حيث أن العدس نباتي.إن فوائد شوربة العدس فيما يلي:
1. الحديد: تفقد الكثير من الطاقة عندما تؤدي مجهود كبير، فلابد من تعويض ذلك بالأكلات التي بها فيتامين وبروتين، ويعتبر كوب واحد من العدس المطبوخ يحتوي على حوالي 37% من الحديد المفيد للجسم.
2. العدس يفيد صحة القلب: هناك دراسة سنة 2019 نشرت في مجلة (Journal of the American Heart association)، وتؤكد أن الأشخاص التي تتبع نظام الطعام النباتي، فإن خطر الوفاة بأمراض القلب تنخفض لديهم بسبب كثرة البروتينات التي توجد في الأطعمة النباتية. العدس يكون من الأطعمة النباتية التي تحتوي على حمض الفوليك، والمغنيسيوم، والبوتاسيوم، وهي معادن ضرورية للحفاظ على صحة القلب.
3. يساعد على صحة الهضم: إن العدس يوجد به الكثير من الألياف الغذائية المهمة للجسم في اليوم الواحد. كما أن الألياف الغذائية لديها الكثير من الفوائد مثل (صحة الجهاز الهضمي-تسهيل عملية الهضم السليم-الحماية من مرض السكري-الحماية من سرطان القولون-خفض مستويات الكوليسترول).
4. إنخفاض السعرات الحرارية: إن الأشخاص الذين يهتمون بنظام صحي، ويرغبون في خسارة الوزن، فإن شوربة العدس تعد أفضل خيار لهم بسبب إنخفاض السعرات الحرارية بها، حيث يحتوي كوب عدس على 230 سعرة حرارية، تعمل على جعل الشخص لا يشعر بالجوع لأطول فترة ممكنة، وهذا بسبب وجود الألياف الغذائية التي تشعرك بالشبع.
5. وجود البروتين النباتي: يحتوى كوب عدس واحد مطبوخ على 36% من البروتين النباتي. إن البروتين النباتي يوجد به الكثير من الفوائد الصحية مثل (البروتين المهم للشعر والبشرة والأظافر-البروتين مهم لأنه يدخل في تركيب خلايا الجسم-ينتج الإنزيمات-ينتج الهرمونات-يدخل في تكوين العظام-إصلاح الأنسجة المتضررة).
6. العدس غني بالبوليفينولات: وهي عبارة عن مركبات نشطة لديها خصائصها، وهي إنها مضادة للأكسدة، ومضادة للإلتهابات. فبما إن العدس غني بتلك المركبات، فإن أيضًا شوربة العدس غني بها. من فوائد البوليفينولات (الحماية من الإصابة بالألتهابات-يفيد صحة القلب-تنظيم وزن الجسم-يساعد على خفض الإصابة بمرض السكري من النوع الثاني-إصلاح أي ضرر يلحق خلايا الجسم[3]).